# 山形市立大郷小学校
山形市立大郷小学校（やまがたしりつ おおさとしょうがっこう）は、山形県山形市にある公立小学校である。

## 概要
山形市の北西部のエリアが学区となり、須川を挟んで中山町の境に接している。

## 沿革
- 1874年（明治7年）2月14日 - 中野学校として開校
- 1892年（明治25年）10月12日 - 中野尋常高等小学校に改称
- 1914年（大正3年）4月1日 - 大郷尋常小学校に改称
- 1941年（昭和16年）4月1日 - 大郷国民学校に改称
- 1947年（昭和22年）4月1日 - 大郷村立大郷小学校に改称
- 1954年（昭和29年）10月1日 - 現在の山形市立大郷小学校に改称
- 1972年（昭和47年）3月3日 - 新校舎完成

## 学区
- 今塚、馬洗場、沖町（市道長町住宅西線及び市道向川原桧町線の東部を除く）、北田、境田町、三社、下田、白川、高田、檀野前、塚野目、天神町、藤治屋敷、銅谷口、樋越、中田、中野、西中野、中道、長表、七十刈、成安、八幡前、服部、馬合、東篭野町、船町、見崎川原、見崎、向新田、本屋敷、八つ口、割田[2]

## 卒業後
- 第七中学校に進学する。

## 交通アクセス
- 東日本旅客鉄道（JR東日本）奥羽本線 山形駅より山交バス寒河江方面行きで「中野」バス停下車。